# Кудрявцев, Евгений Михайлович
Евгений Михайлович Кудрявцев (30 августа 1951 года, Москва) — российский учёный, доктор физико-математических наук, профессор МИФИ, лауреат Государственной премии РФ в области науки и техники. 
(Не путать с полными тёзками - профессорами физиком-лазерщиком из ФИАН (1932 г.р., вып. физфака МГУ 1954 г.) и изв. спец. по комп. моделированию средств строительной техники, автором целого ряда пособий по этому напр., д.т.н. из Мос. гос. строительного ун-та)

## Биография
Родился 30 августа 1951 г. в Москве. Окончил Московский инженерно-физический институт.
С 1974 г. работал и вёл научную деятельность там же: стажер-исследователь, аспирант, инженер, ведущий инженер, с.н.с., ассистент, старший преподаватель, доцент, профессор, зав. отделом аспирантуры.
До 04 октября 2021 — профессор кафедры конструирования приборов и установок МИФИ.
Научные интересы: акустика, теория колебаний, нелинейные колебания, физика разрушения твердых тел, фазовые переходы, случайные процессы, неразрушающий контроль материалов и изделий.
Доктор физико-математических наук, профессор.

## Семья
жена, трое детей.

## Награды и премии
Лауреат Государственной премии РФ в области науки и техники.

## Публикации
- Диагностика ЯЭУ / Е. М. Кудрявцев, Г. А. Сарычев. — М.: МИФИ, 2008.
- Динамика, безопасность и надёжность ЯЭУ / Е. М. Кудрявцев, Г. А. Сарычев. — М.: МИФИ, 2008.
- Метод возмущений в ультразвуковой резонансной дефектоскопии материалов и изделий малых размеров / В. М. Баранов, Е. М. Кудрявцев. — М.: МИФИ, 1985 (1986). — 17,[2] с. : ил.; 20 см. — (Препринт. Моск. инж.-физ. ин-т; 027-85).
- Нелинейные эффекты в ультразвуковой резонансной спектроскопии / В. М. Баранов, Е. М. Кудрявцев, С. П. Мартыненко. — М. : МИФИ, 1987. — 22,[1] с. : граф.; 20 см. — (Препр. Моск. инж.-физ. ин-т; 022-87).

### Диссертации
- Кудрявцев, Евгений Михайлович. Развитие теоретических и методических основ акустического метода в физике твёрдого тела, материаловедении и дефектоскопии : автореферат дис. … доктора физико-математических наук: 01.04.07 — Физика твёрдого тела / Кудрявцев Евгений Михайлович ; Московский ордена Трудового Красного Знамени инженерно-физический институт. — Москва, 1990. — 40 с. : ил.; 20 см.